# Josep Queralt Grau
Josep Queralt i Grau (Valls, 1910 - Barcelona, 1993) fou un artista, litògraf i dibuixant català.
Començà a treballar a Valls a catorze anys i als vespres estudiava dibuix a l'Escola del Treball. Amb disset anys es traslladà a Barcelona on aprengué l'ofici de litògraf sobre pedra al taller de Ricard Neddermann, també estudiava a l'Escola de Belles Arts (Llotja) al carrer Salmerón on coincidí amb Ricard Giralt Miracle, Antoni Clavé i els germans Badia Vilató. Al curs 1928-29 obté una medalla de plata per un dibuix d'un buidat de guix del cap d'un guerrer.
El gravat sobre pedra va esdevenir una tècnica obsoleta i el 1929 començà a treballar per lliure com a dibuixant per a les arts gràfiques, va participar en diversos concursos públics de cartells guanyant-hi diversos premis. El cas més notable és el de les Festes Decennals de la Mare de Déu de la Candela de Valls de 1931 i un altre de la Caixa de Pensions (1933) que es va reeditar durant uns vint anys en format de postal. El gruix de la seva obra es va desenvolupar fent esbossos i dibuixos gràfics de marques, etiquetes, capses, prospectes, embolcalls per a productes d'ús personal, farmacèutic, alimentari, objectes industrials… Cal destacar la sèrie de calendaris per a “Gráficas Studium” empresa amb la qual va col·laborar molts anys. Es va jubilar l'any 1983. El Museu de Valls és depositari de la seva obra i en va fer una exposició antològica (2014-5) editant-ne un ampli catàleg. El Suplement Cultural de La Vanguardia de 24/10/2015 en publicà una crítica de Daniel Giralt-Miracle.
Basant-se en la tipografia del cartell de 1931 Eduard Vidiella ha elaborat un tipus de lletra, denominada la Vallenca.
En motiu de les festes decennals del 2021+1 el museu de Valls va acollir una exposició sobre les Decennals a través del cartellisme (1861-2021+1)